# Tinn
Tinn er en kommune i Vestfold og Telemark fylke i Norge. Den har et areal på 2.063 km², og en befolkning på	5.940  indbyggere (1. januar 2016).
(2006). Hovedbyen og det administrative centrum er Rjukan. Tinn grænser i nord op til Nore og Uvdal, i øst til Rollag og Flesberg, i syd til Notodden, Hjartdal og Seljord og i vest til Vinje.
Tinn kommune strækker sig langt ind på Hardangervidda. Kendte steder i Tinn er Gaustatoppen på 1.883 moh. Årligt besøger ca. 30.000 mennesker toppen af fjeldet, hvorfra man på klare dage kan se 1/6 af Norge. I 2004 begyndte en storstilet udbygning af Gaustatoppen til et af Norges største vintersportsteder.
Krossobanen er Nordeuropas ældste svævebane. Den blev bygget i 1928 som en gave fra Norsk Hydro.

## Norsk Industriarbejdermuseum
Rjukanfossen gav grundlaget for Vemork, der i 1911 var verdens største vandkraftværk. Stationen er nu blevet et museum, hvor man kan opleve det fantastiske energieventyr og se udstillinger af industriudviklingen i Norge og i Rjukan.
Museet er måske mest kendt for sin præsentation af Rjukans krigshistorie. Vemork var åstedet for en af de vigtigste sabotageaktioner under 2. verdenskrig, da norske sabotører hindrede tyskerne i at udvikle atomvåben af tungt vand, som blev produceret her.